# Cantón de Saint-Julien
El cantón de Saint-Julien era una división administrativa francesa, que estaba situada en el departamento de Jura y la región de Franco Condado.

## Composición
El cantón estaba formado por dieciséis comunas:
- Andelot-Morval
- Bourcia
- Broissia
- Dessia
- Florentia
- Gigny
- La Balme-d'Epy
- Lains
- Louvenne
- Monnetay
- Montagna-le-Templier
- Montfleur
- Montrevel
- Saint-Julien
- Villechantria
- Villeneuve-lès-Charnod

## Supresión del cantón de Saint-Julien
En aplicación del Decreto nº 2014-165 de 17 de febrero de 2014, el cantón de Saint-Julien fue suprimido el 22 de marzo de 2015 y sus 16 comunas pasaron a formar parte del nuevo cantón de Saint-Amour.